# Frittata all'italiana
Frittata all'italiana é um filme italiano de 1976, dirigido por Alfonso Brescia.

## Sinopse
O filme conta a história de dois casais, um vinvendo em Milão e o outro em Nápoles, ambos comerciantes de quimonos. O pai napolitano vai apaixonar-se pela filha do milanês e esta pelo filho do napolitano.

## Elenco
- Antonio Casagrande:
- Dagmar Lassander:
- Karin Schubert:
- Sonia Viviani: